# John Sinclair (Anarchist)
John Sinclair (* 2. Oktober 1941 in Flint, Michigan; † 2. April 2024 in Detroit, Michigan) war ein US-amerikanischer Dichter und Schriftsteller. Er war Manager der MC5 und Vorsitzender der White Panther Party.

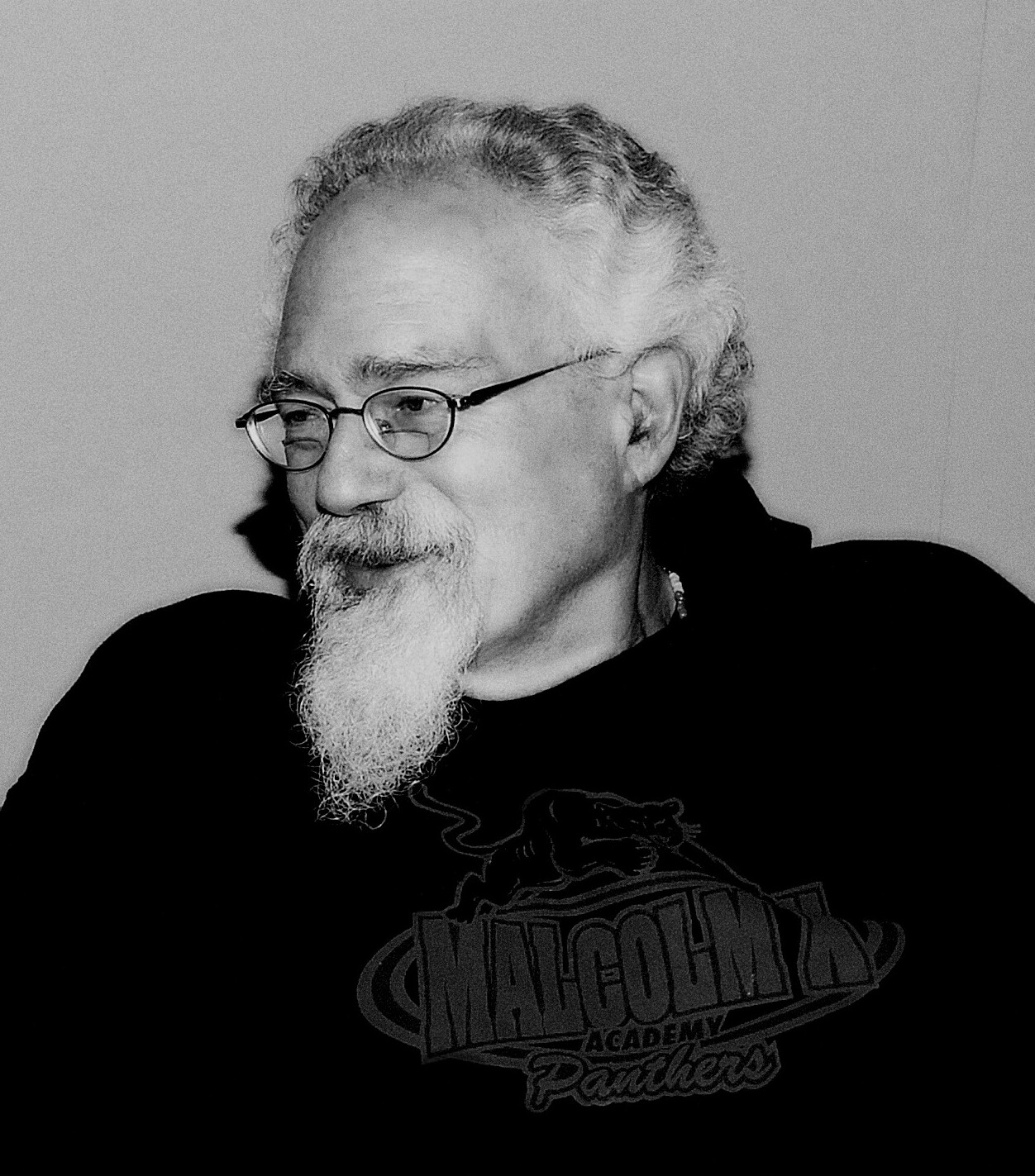
John Sinclair (2008)

## Leben
Sinclair wuchs in Davison auf. Er studierte am Albion College, ab 1962 am Flint College der University of Michigan und machte dort 1964 einen Abschluss im Fach Amerikanische Literatur.
Von 1966 bis 1969 war als Manager der Band MC5 tätig.
Im Juli 1969 wurde John Sinclair zu 9,5 bzw. 10 Jahren Haft verurteilt, da er zwei Joints an verdeckte Ermittler der Drogenpolizei verkauft hatte.
Beim Woodstock-Festival im Jahr 1969 unterbrach der Aktivist Abbie Hoffman die Aufführung der britischen Rockband The Who, indem er versuchte, eine Protestansprache gegen die Gefangennahme von Sinclair zu halten. Der Who-Gitarrist Pete Townshend verscheuchte ihn von der Bühne; Townshend sagte später, dass er bezüglich Sinclairs Gefangennahme eigentlich mit Hoffman einer Meinung war.
Im Gefängnis schrieb er die Bücher Guitar Army und Music & Politics. Bei letzterem war Rob Levin Mitautor. Durch seine Bücher wurde er in den USA zu einem Symbol des Kampfs für die Legalisierung von Marihuana. Am 10. Dezember 1971 führten John Lennon und Yoko Ono vor 15.000 Menschen die Free John Now Rally in der Chrysler Arena von Ann Arbor an, wo sie das Lied John Sinclair zu seinen Ehren sangen, in dem folgender Text enthalten war, der die Freiheit Sinclairs forderte:
It ain’t fair, John Sinclair

In the stir for breathing air

Won’t you care for John Sinclair?

In the stir for breathing air

Let him be, set him free

Let him be like you and me

They gave him ten for two

What else can the judges do?

Gotta … set him free
Drei Tage später entließ der Oberste Gerichtshof von Michigan Sinclair und revidierte das Urteil zu seinen Gunsten.
Sinclair organisierte zwischen 1972 und 1974 das jährliche Ann Arbor Blues and Jazz Festival; er war auch später als Konzertveranstalter tätig. Er hatte einen bedeutenden Anteil an der Gründung der anarchistischen Untergrund-Zeitung Fifth Estate in Detroit.
Im März 2006 spielte die US-amerikanische Rockband The Black Crowes drei Konzerte im Paradiso in Amsterdam. Am 22. März bereicherte Sinclair die Jam-Passage im Stück Nonfiction mit der Rezitation seines Gedichts Monk in Orbit. Zwei Tage später trat er an gleicher Stelle auf, um das Gedicht Fat Boy zu den psychedelischen Klängen des Liedes How Much for Your Wings? vorzutragen.